# Szőts András (színművész)
Incseli Szőts András (Kolozsvár, 1881. augusztus 4. – Budapest, 1919. június 26.) magyar katonatiszt, a Nemzeti Színház színésze, a vörösterror áldozata.

## Családja
Szőts Albert és Eördögh Etelka fia. Családja a nemesi Incseli előnevet II. Lipóttól kapta 1791-ben, mert 1764-ben bánffyhunyadi Szőts András ezer forintért kiváltotta gyermekeit a jobbágysorból, Bánffy Elek bárótól. Szőts András egyik felmenője, Szőts András Kolozsvárra költözött és ott főorvos lett.

## Élete
Kolozsvárott érettségizett le, majd a századforduló tájékán Budapestre költözött. 1903 és 1906 között végezte el a Színiakadémiát, majd katonai pályára lépett. 1909-ben a nagyváradi magyar királyi 4. honvéd gyalogezred tartalékos hadnagya lett. Az első világháborúban katonai szolgálatra jelentkezett, 1915-ben főhadnagyi rangot szerzett. A háború után Bronz Katonai Érdemérmet kapott, majd a Nemzeti Színház színésze lett.

## Halála
Az 1919-es Magyarországi Tanácsköztársaság idején Szőts csatlakozott az ellenforradalmárokhoz és június 24-én részt vett a Lemberkovics Jenő százados által vezetett ludovikás felkelésben. A felkelést leverték a vörösök, Lemberkovicsot kivégezték. Szőtsöt letartóztatták és június 26-án a Parlament épületében kialakított kommunista politikai rendőrségre vitték, ahol agyba-főbe verték, megszurkálták, majd valószínűleg azt a látszatot akarták kelteni, hogy öngyilkos lett, így június 26-án reggel 6 órakor a Parlament harmadik emeletéről egy világítóudvarba dobták a testét, ahol meghalt.
Sokáig senki nem tudta, mi történt a színésszel, aztán a tanácsköztársaság bukása után a Nemzeti Újság írta meg a rémes esetet.

## Emlékezete
- 1920. november 30-án ünnepélyes keretek között leplezték le Szőts András festett képmását a Blaha Lujza téren található Nemzeti Színház társalgójában. 1945 után a képet a kommunista hatalom nyomására eltávolították.[4]
- 2016. március 18-án a Parlament épületében, Szőts András halálának a helyén állítottak az emlékére egy táblát, ami az 1919-es kommunista diktatúra Országházban fogvatartott áldozatainak állít emléket. Az emléktábla avatásán Kövér László mondott beszédet.